# 개성부 (선거구)
개성부는 대한민국의 옛 국회의원 선거구이다. 당시 경기도 개성부 지역을 관할했다.

## 역사
제헌 국회의원 선거를 앞두고 개성부 전 지역을 관할하는 선거구로 신설되었다.
1949년, 개성부가 개성시로 개칭되었다. 이에 제2대 국회의원 선거를 앞두고 개성시 선거구가 되었다.

## 역대 국회의원
| 선거   | 정당 | 정당   | 의원   |
| ------ | ---- | ------ | ------ |
| 1948년 |      | 무소속 | 이성득 |

## 역대 선거 결과

### 대한민국 제헌 국회의원 선거
|  | 40.00% |

|  | 28.44% |

|  | 27.47% |

|  | 4.07% |